# Sutherland River (Babine Lake)
Der Sutherland River ist ein etwa 70 km langer Zufluss des Babine Lake im zentralen Teil der kanadischen Provinz British Columbia. Er bildet somit einen Quellfluss des Babine River, der den Babine Lake entwässert.

## Flusslauf
Der Sutherland River hat seinen Ursprung im Norden des Nechako-Plateaus in dem 1030 m hoch gelegenen kleinen See Sutherland Lake, 20 km südlich des Fraser Lake. Von dort fließt er in überwiegend nordwestlicher Richtung zum südöstlichen Seeende des Babine Lake. Der Sutherland River ist noch ein natürlich belassenes Fließgewässer.  Auf seiner Strecke bildet der Fluss zahlreiche enge Mäander aus.
Das Einzugsgebiet umfasst etwa 720 km². Der mittlere Abfluss an der Mündung beträgt schätzungsweise 4 m³/s. Ein Großteil des Flusslaufs liegt innerhalb des Schutzgebietes Sutherland River Provincial Park and Protected Area.
Der Fluss wurde 1914 nach Joe Sutherland, einem Indianer des Nautley-Reservats benannt, der damals an der Vermessung des Gebietes teilnahm.

## Fischfauna
Das Flusssystem bildet ein bedeutendes Laichgebiet der im Babine Lake vorkommenden Salmonide, insbesondere von Rotlachs, Kokanee (nicht-anadrome Form des Rotlachses) und Stahlkopf-Forelle. Die Fische wandern gewöhnlich zwischen Mitte Mai und Anfang Juni vom Babine Lake aus den Sutherland River flussaufwärts zu ihren Laichplätzen.